# Flávio Santos
Pour les articles homonymes, voir Santos.
Flávio Cardoso Santos, né le 12 octobre 1980 à Itagi, est un coureur cycliste brésilien.

## Palmarès
- 2009
  -  Champion du Brésil sur route[n 2]
  - 2e du Tour cycliste international de Gravataí
- 2010
  - Abertura do Vale Paraibano de Ciclismo
  - 3e étape du Tour du Brésil-Tour de l'État de Sao Paulo
- 2011
  - 1re étape du Torneio de Verão
  - 1re et 2e étapes du Tour de l'intérieur de São Paulo
  - 3e étape du Tour du Brésil-Tour de l'État de Sao Paulo (contre-la-montre)
  - 2e du Tour du Brésil-Tour de l'État de Sao Paulo
- 2012
  - 2e du Tour du Brésil-Tour de l'État de Sao Paulo
  - 3e du championnat du Brésil du contre-la-montre
- 2014
  - 1re étape du Tour du Brésil-Tour de l'État de Sao Paulo
  - 2e du championnat du Brésil de poursuite
- 2015
  - 2e étape de la Copa Río de Janeiro
  - 3e étape du Tour du Paraná
  - 3e du Tour d'Uruguay
- 2016
  -  Champion du Brésil sur route
- 2017
  - 3eb étape du Tour d'Uruguay (contre-la-montre par équipes)
- 2018
  - 2ea étape du Tour d'Uruguay (contre-la-montre par équipes)

## Classements mondiaux
| Année            | 2009 | 2010 | 2011 | 2012 | 2013 | 2014 | 2015 | 2016 | 2017 |
| ---------------- | ---- | ---- | ---- | ---- | ---- | ---- | ---- | ---- | ---- |
| UCI America Tour | 28e  | 186e | 24e  | 50e  | 33e  | 187e | 61e  | 70e  | 123e |